# Bracia Muzułmańscy w Syrii
Bracia Muzułmańscy w Syrii (arab. ‏الإخوان المسلمون في سوريا‎) – islamistyczna organizacja polityczna działająca w Syrii od 1942 lub 1945 roku.
Syryjska gałąź Braci Muzułmańskich głosiła w pierwszych latach istnienia bardziej umiarkowany program polityczny niż macierzysta organizacja w Egipcie. W latach 1947 i 1949 wprowadzała do parlamentu syryjskiego po trzech deputowanych, kilkakrotnie współtworzyła rząd. Gdy w marcu 1963 drogą zamachu stanu władzę w Syrii przejęła partia Baas, Bracia Muzułmańscy znaleźli się w opozycji. Cieszyli się szczególnym poparciem miejskich notabli, kupców i zdeklasowanych posiadaczy ziemskich, którzy nie popierali socjalistycznego programu Baas. W 1964 usiłowali wzniecić w Hamie zbrojne powstanie, które zostało stłumione. Po tym wydarzeniu Bractwo Muzułmańskie w Syrii zostało zdelegalizowane.
Organizacje islamskie, nadal nielegalne, urosły w Syrii w siłę w kolejnej dekadzie, gdy pogorszyła się sytuacja ekonomiczna kraju. W drugiej połowie lat 70. XX wieku Bracia Muzułmańscy i inne organizacje fundamentalistyczne otwarcie wystąpiły przeciwko rządowi, organizując serię zamachów na urzędników państwowych i partyjnych oraz przedstawicieli alawickiej inteligencji. Władze państwowe odpowiadały represjami. Kulminacją konfrontacji było krwawo stłumione powstanie islamistów w Syrii w 1982.
Osłabieni Bracia Muzułmańscy kontynuowali odtąd działalność głównie na emigracji. Po 1996, gdy na czele organizacji stanął Ali Sadr ad-Din al-Bajanuni, starali się budować wizerunek Bractwa jako ugrupowania umiarkowanego, gotowego do funkcjonowania w demokratycznym państwie, respektującego mniejszości religijne i prawa człowieka. Bracia prowadzili tajne rozmowy z prezydentem Hafizem al-Asadem, a po jego śmierci – z kolejnym prezydentem Baszszarem al-Asadem, starając się o zgodę na ponowną legalizację organizacji. Nie zakończyły się one powodzeniem. Podczas wojny domowej w Syrii Bracia Muzułmańscy działali w opozycji zrzeszonej w Narodowej Radzie Syryjskiej, a w 2013 weszli w skład w skład Syryjskiej Koalicji Narodowej na rzecz Opozycji i Sił Rewolucyjnych.

## 1945-1963
Syryjska gałąź Braci Muzułmańskich zaczęła funkcjonować w latach 1945-1946 (według innego źródła powstała już w 1942), kilkanaście lat po założeniu przez Hasana al-Bannę macierzystej organizacji działającej w Egipcie. W momencie powstania przejęła część struktur dawnych muzułmańskich organizacji dobroczynnych; niektóre działały nieprzerwanie od czasów panowania osmańskiego. Pierwszym przywódcą organizacji był Mustafa as-Siba'i. Twierdził on, że islam nie wskazuje żadnej jedynie słusznej formy ustroju państwowego, nakazywał jedynie, by rządzący respektowali zasady wiary, co można realizować w różnych ustrojach. Program syryjskich Braci Muzułmańskich różnił się od tego, który głosiła organizacja egipska. Z większą tolerancją odnosił się do mniejszości wyznaniowych. Nieco inna była również struktura organizacji, która nie była tak scentralizowana, jak egipska. Analogicznie natomiast jak Bractwo egipskie, organizacja syryjska stawiała sobie za cel "ożywienie islamu" i wyzwolenie Arabów spod obcej dominacji.
Umiarkowany program Bractwa zyskał szybko zauważalne poparcie społeczne, zwłaszcza w Damaszku. W wyborach parlamentarnych w Syrii w 1947 i w 1949 mandaty uzyskiwali trzej kandydaci, którzy startowali z oficjalnym poparciem Braci. Fundamentaliści obejmowali również stanowiska ministerialne. Jednym z nich był Mustafa as-Siba'i. Podczas dyskusji nad projektem syryjskiej konstytucji, uchwalonej w 1950, politycy związani z Braćmi Muzułmańskimi bezskutecznie starali się wprowadzić do niej zapis czyniący z islamu religię państwową. Ostatecznie w ustawie zasadniczej znalazł się zapis kompromisowy, stwierdzający, że jedynie muzułmanin może zostać głową państwa, zaś szariat jest podstawowym źródłem prawa syryjskiego. Równocześnie zagwarantowano prawa mniejszości religijnych. Kolejne rządy Syrii w pierwszych latach po uzyskaniu niepodległości obawiały się islamu politycznego i wzrostu popularności Braci. W 1950 Bracia, razem z komunistami i baasistami, organizowali w Damaszku antyamerykańskie protesty. Przez kilka kolejnych lat ideologia głoszona przez syryjską gałąź Bractwa była bliska socjalizmowi arabskiemu. Następnie organizacja faktycznie wycofała się z polityki. Nie odgrywała żadnej roli w okresie istnienia Zjednoczonej Republiki Arabskiej. Po raz kolejny wzięła udział w wyborach parlamentarnych w 1961.

## 1963-1970
Po zamachu stanu, jaki 8 marca 1963 zorganizowali syryjski wojskowi związani z partią Baas, Bracia Muzułmańscy znaleźli się w opozycji względem nowego autorytarnego rządu. W sunnickich meczetach w Syrii w kazaniach wzywano do oporu przeciwko baasistom. W 1964 lokalne komórki Braci usiłowały wzniecić powstanie zbrojne w Hamie, które zostało krwawo stłumione. W mieście tym Bracia cieszyli się szczególnym poparciem miejskich notabli, kupców i zdeklasowanych posiadaczy ziemskich. Mimo represji, organizacja Braci Muzułmanów nie została całkowicie zniszczona, chociaż w tym samym roku rząd zdelegalizował ją.

## Za rządów Hafiza al-Asada. Konfrontacja z rządem w latach 1976-1982
Po zamachu stanu Hafiza al-Asada w 1970 w ramach reform określanych mianem Ruchu Korygującego wprowadzono ściśle kontrolowany i ograniczony pluralizm polityczny. Nie zezwolono jednak na tworzenie partii religijnych. Tymczasem na fali ożywienia religijnego w świecie arabskim po przegranej wojnie sześciodniowej także w Syrii w podziemiu zaczęły rozwijać się sunnickie organizacje dążące do ustanowienia państwa wyznaniowego. Obok najsilniejszej, krajowego oddziału Stowarzyszenia Braci Muzułmanów, duże znaczenie zyskali Żołnierze Boga na czele z Marwanem al-Hadidim, Młodzież Mahometa, Islamska Partia Wyzwolenia, Islamski Ruch Wyzwolenia z centrum w Aleppo. Organizacje te uzyskiwały wsparcie finansowe z Arabii Saudyjskiej, a ich społecznym zapleczem było mieszczaństwo, zwłaszcza młodzi potomkowie sunnicki rodzin kupieckich i rzemieślniczych, przekonani o krzywdzeniu swojej warstwy społecznej przez alawicki i socjalistyczny rząd. Zamożne wiejskie rodziny, które zachowały część majątku mimo wprowadzonych w poprzednich latach reform, również były gotowe wspierać Braci finansowo.
W drugiej połowie lat 70. XX wieku, po syryjskiej interwencji w wojnie domowej w Libanie w 1976, w Syrii zaczęło dochodzić do aktów terroru indywidualnego. Ofiarami zamachów padali oficerowie, urzędnicy państwowi, nauczyciele, lekarze i inni przedstawiciele inteligencji, w większości alawici, co sugerowało wybór celów zamachów według kryterium wyznaniowego. Bracia Muzułmańscy organizowali również pokojowe protesty antyrządowe, głównie manifestacje, największe w Hamie i Aleppo. 16 czerwca 1979 w ataku na Szkołę Artylerii w Aleppo zamordowanych zostało (według różnych źródeł) od 32 do 83 kadetów wywodzących się ze społeczności alawickiej. O organizację zamachów władze państwowe na czele z Hafizem al-Asadem oskarżyły Braci Muzułmanów, jednak określeniem tym posługiwano się zbiorczo, w odniesieniu do wszystkich fundamentalistycznych ugrupowań sunnickich. Na wzrost poparcia dla fundamentalistów wpłynęło załamanie gospodarcze w Syrii na przełomie lat 1976 i 1977 i jego konsekwencje, m.in. zaostrzenie się problemu ubóstwa. W odpowiedzi władze wdrożyły w Aleppo represje przeciwko organizacjom islamskim, a 15 działaczy Bractwa, którzy znajdowali się w więzieniach, natychmiast stracono. W końcu lat 70. fundamentalistów oskarżano również o działanie w ramach spisku zorganizowanego przez Izrael w porozumieniu z prezydentem Egiptu Anwarem as-Sadatem. W czerwcu 1979 Hafiz al-Asad stwierdzał, że islam jest religią miłości i postępu, a Bracia Muzułmańscy nie działają w jej prawdziwym duchu, lecz są fanatykami, których działalność musi być, dla dobra państwa, zwalczana. Wystąpienia prezydenta, w których al-Asad nazywał Braci renegatami, heretykami i zdrajcami wywoływały reakcję w postaci jeszcze zacieklejszych ataków propagandowych organizacji islamskich na rząd.
Masakra w Szkole Artylerii w Aleppo stała się początkiem zmasowanej kampanii islamistów przeciwko rządowi al-Asada. Pojedynczy terroryści lub małe grupy przygotowane do prowadzenia partyzantki miejskiej atakowały członków partii Baas, Rosjan przebywających w Syrii, urzędy państwowe, posterunki policji, jednostki wojskowe oraz zakłady produkcyjne. Nadal szczególnie silne było podziemie islamistyczne w Hamie i Aleppo, gdzie pod kontrolą partyzantów znalazły się całe dzielnice. Między 1979 i 1981 tylko w Aleppo w zamachach terrorystycznych zginęło ponad 300 osób. Ofiarą islamistów padali głównie działacze partii Baas oraz alawici, jednak w kilku przypadkach zamordowani zostali sunniccy działacze religijni, którzy nawoływali do zaprzestania przemocy. Obok syryjskiego oddziału Braci Muzułmanów jedną z najsilniejszych organizacji walczących przeciwko rządowi była partyzancka grupa Walcząca Awangarda. Zorientowawszy się, że potępianie fundamentalistów nie dawało spodziewanych efektów, al-Asad w 1980 stwierdził, że większość Braci Muzułmańskich w Syrii to pobożni ludzie, pracujący na chwałę religii. Zapewnił, że rząd nie jest przeciwny takiej postawie, a nawet popiera ją, zwalcza natomiast tych, którzy manipulują religią dla politycznych celów.
Również te zabiegi okazały się bezowocne. 26 czerwca 1980 członek Bractwa Muzułmańskiego usiłował zamordować Hafiza al-Asada. W odwecie Kompanie Obrony, dowodzone przez jego brata Rifata, zamordowały w więzieniu w Palmyrze ok. 550 więźniów należących do Bractwa Muzułmańskiego. W odpowiedzi organizacje fundamentalistów islamskich w Syrii zjednoczyły się w Islamski Front Syrii, który w listopadzie 1980 wydał manifest wzywający do rewolucji religijnej. Podpisali go przywódcy Braci Muzułmańskich Sa’id Hawwa, Ali Sadr ad-Din al-Bajanuni oraz Adnan Sad ad-Din. Wzywano w nim do obalenia rządów Hafiza al-Asada, zaś alawitów nazywano niewiernymi. Chociaż zapewniano, że w rządzonej przez fundamentalistów Syrii respektowane będą prawa mniejszości wyznaniowych, zarówno cała treść manifestu, jak i postępowanie organizacji wydających go pozwala uznać tę deklarację za mało wiarygodną.

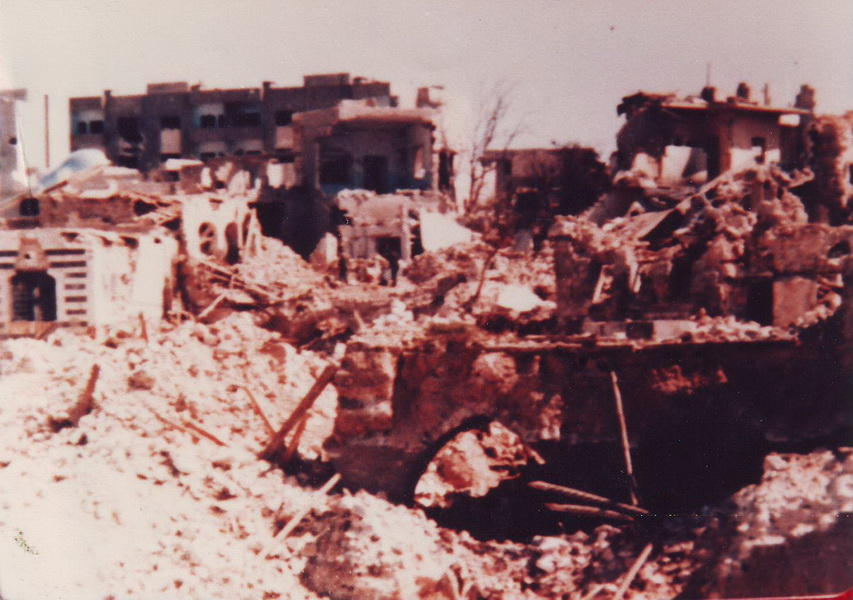
Zniszczenia Hamy po stłumieniu powstania fundamentalistów

W lutym 1982 przeszukujący stare miasto w Hamie oddział wojska syryjskiego wpadł w pułapkę, a część jego żołnierzy zginęła z rąk islamistów. Po tym wydarzeniu armia syryjska otoczyła miasto, a Walcząca Awangarda i Bracia Muzułmańscy wezwali do otwartej walki. Wbrew nadziejom fundamentalistów powstanie nie rozprzestrzeniło się jednak na cały kraj. Zostało stłumione przez wojska pod dowództwem Rifata al-Asada. Liczba ofiar pacyfikacji nigdy nie została bezspornie ustalona, różni autorzy podają liczby między pięcioma, 25 tys., a nawet 40 tys. zabitych.
Po stłumieniu powstania państwo nadal utrzymywało pod ścisłym nadzorem wszystkie organizacje religijne. Aresztowania i wyroki śmierci lub długoletniego więzienia wymierzane działaczom islamistycznych ugrupowań praktycznie uniemożliwiły im dalsze działanie w podziemiu. Syryjskie służby specjalne objęły również ściślejszą kontrolą wymianę ludzi i pieniędzy między Syrią a sunnickimi monarchiami Zatoki Perskiej. Równocześnie państwo starało się promować w miejsce islamu radykalnego islam umiarkowany, pod egidą ministerstwa spraw wewnętrznych mogły działać muzułmańskie stowarzyszenia charytatywne i kulturalne. Zdając sobie sprawę z odrodzenia znaczenia islamu w całym świecie arabskim, Hafiz al-Asad postanowił skłonić znanych sunnickich kaznodziejów do poparcia swoich rządów, jak również poprawić swoje relacje z sunnickimi rodzinami kupieckimi, dotąd wspierającymi Braci Muzułmańskich. Starania te zakończyły się częściowym powodzeniem. Al-Asad uzyskał m.in. od szajcha Sa'ida al-Buriego fatwę stwierdzającą, że wywołanie powstania antyrządowego stanowiło niedopuszczalny przypadek sprowokowania wojny domowej. Już od początku lat 80. al-Asad publicznie podkreślał swoje przywiązanie do islamu, m.in. zaczynając swoje publiczne wystąpienia od takbiru lub cytując Koran, czego nigdy nie robił wcześniej, jako że partia Baas miała charakter świecki. Braci Muzułmańskich al-Asad nazywał natomiast przestępcami, wypaczającymi przesłanie islamu i w jego imię dokonującymi masowych mordów. Przynależność do organizacji stała się przestępstwem podlegającym karze śmierci (według niektórych źródeł nastąpiło to w 1980).
Ostatni pozostający na wolności działacze Braci Muzułmańskich utworzyli podziemną koalicję, razem z innymi grupami opozycyjnymi (m.in. zwolennikami irackiej partii Baas). Nie miała ona jednak żadnego politycznego znaczenia. Bracia kontynuowali również działalność, głównie propagandową, na emigracji. Ali Sadr ad-Din al-Bajanuni, który zbiegł do Londynu, starał się przekonywać, że Bractwo jest organizacją umiarkowaną, prodemokratyczną, opowiadającą się za pokojową transformacją Syrii i ochroną praw człowieka.

## Za rządów Baszszara al-Asada
W 1996, gdy Ali Sadr ad-Din al-Bajanuni objął przewodnictwo w organizacji, Bracia Muzułmańscy przystąpili do tajnych negocjacji z rządem. Gdy Hafiz al-Asad zmarł, a nowym prezydentem Syrii został jego syn Baszszar, kilkuset działaczy organizacji zostało zwolnionych z więzień. Nowy prezydent nie zgodził się jednak na powtórną legalizację Bractwa, zwolnienie wszystkich związanych z nim więźniów i powrót działaczy, którzy udali się na emigrację.
Bracia Muzułmańscy zawierali również sojusze z innymi organizacjami opozycyjnymi w Syrii i za granicą. W 2001 utworzyli w ten sposób Narodowy Pakt Honoru, w którym ponownie podkreślali swoje dążenie do demokracji. Cztery lata później organizacja była sygnatariuszem Deklaracji z Damaszku, w której przedstawiono wspólne stanowisko wielu opozycyjnych organizacji syryjskich - fundamentalistów islamskich, nacjonalistów syryjskich, działaczy lewicowych i kurdyjskich. W latach 2006–2009 Bracia Muzułmańscy wspólnie z byłym syryjskim wiceprezydentem Abd al-Halimem Chaddamem tworzyli Front Ocalenia Narodowego, który jednak nie odniósł politycznych sukcesów. Ponadto współpraca z Chaddamem, przez wiele lat działacze partii Baas, osłabił wiarygodność Bractwa. W pierwszej dekadzie XXI w. między al-Asadem a Braćmi bez powodzenia mediowała turecka Partia Sprawiedliwości i Rozwoju, jednak bez powodzenia; prezydent odmawiał zgody na działalność organizacji.
W 2010 na czele Bractwa stanął Muhammad Rijad asz-Szakfa. Stwierdził on, że Bractwo nadal będzie powstrzymywać się od wystąpień przeciwko rządowi al-Asada, a także był gotowy zmienić nazwę organizacji, byle tylko mogła ona uzyskać prawo do legalnego działania. Nadal liczył na powodzenie tureckiej mediacji.

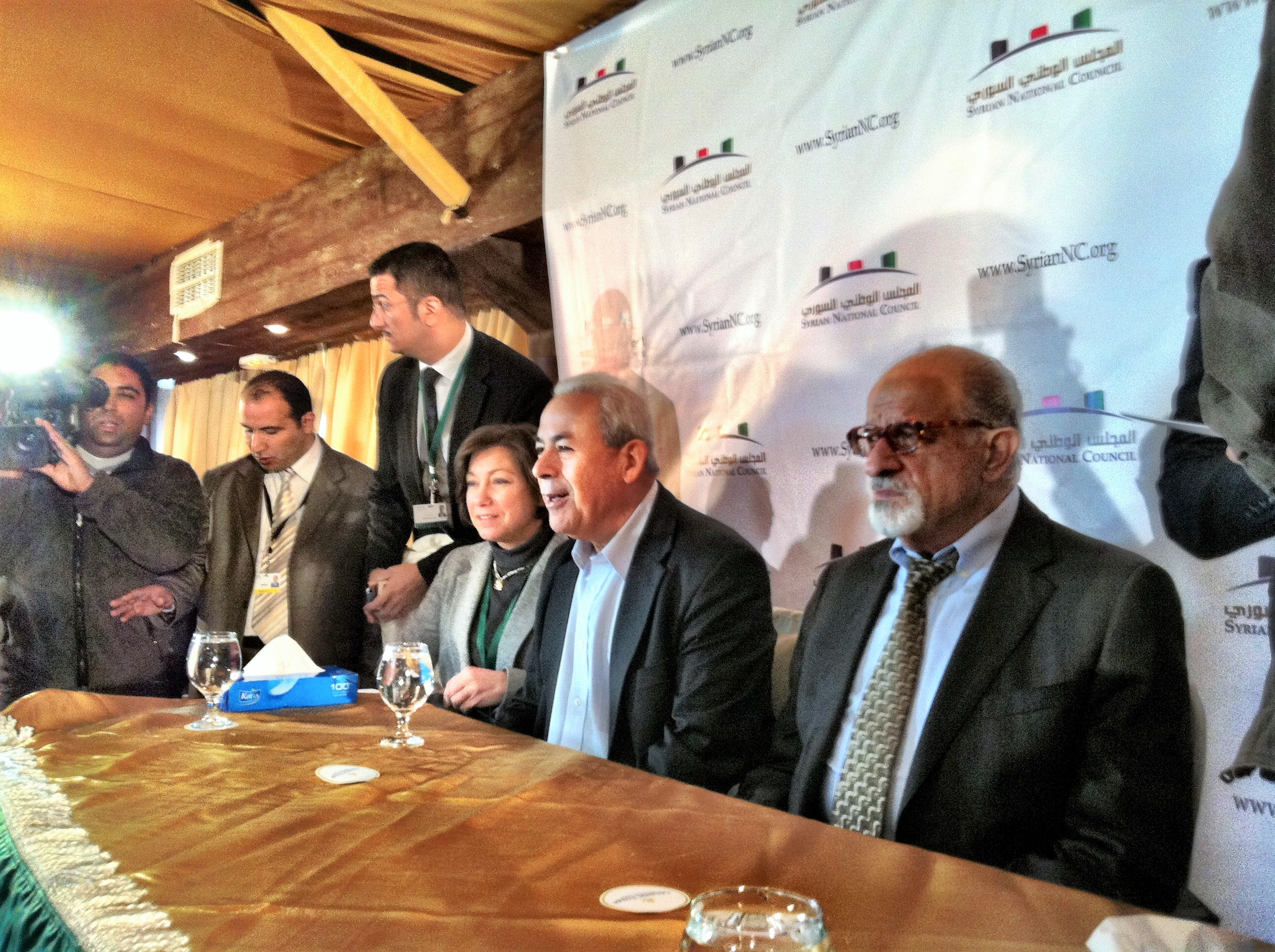
Członkowie Narodowej Rady Syryjskiej. W środku Burhan Ghaljun, pierwszy przewodniczący Rady i sympatyk Bractwa

Po wybuchu protestów przeciwko rządom Baszszara al-Asada Bracia Muzułmańscy dołączyli do nich, chociaż nie od razu. Zadeklarowali gotowość do podjęcia dialogu i funkcjonowania w demokratycznym, pluralistycznym systemie politycznym. Wyrzekli się również stosowania przemocy i wezwali do respektowania praw człowieka. Deklarowali, że Syria po obaleniu al-Asada powinna być republiką parlamentarną. Organizacja nie była jednak jednorodna. Przykładowo podczas gdy struktury Bractwa działające nielegalnie w Aleppo miały bardziej umiarkowany profil, odtworzone komórki w Hamie nadal popierały walkę zbrojną. Przed wybuchem protestów obie grupy na przemian współpracowały i rywalizowały. Najsilniejsze struktury Bracia mieli w Damaszku, Hamie i Hims.
31 maja 2011 prezydent Baszszar al-Asad ogłosił amnestię dla wszystkich więźniów politycznych, także tych związanych z Braćmi Muzułmańskimi, chociaż sama organizacja pozostawała nielegalna. Bracia Muzułmańscy brali udział w dalszych działaniach koordynacyjnych syryjskiej opozycji, m.in. wprowadzając swoich przedstawicieli do Narodowej Rady Syryjskiej. Sympatykiem Bractwa był pierwszy przewodniczący rady Burhan Ghaljun, a reprezentanci Bractwa stanowili jedną czwartą całej rady, co według krytyków było niewspółmierne do rzeczywistego znaczenia organizacji, silniejszej na emigracji, niż w kraju. Przedstawiciele organizacji weszli również do następczyni Rady, Syryjskiej Koalicji Narodowej na rzecz Opozycji i Sił Rewolucyjnych. Kierujący nią w latach 2011-2013 Ghassan Hitu był związany z Bractwem, co było jednak powodem traktowania go nieufnie przez niektórych członków koalicji, w tym Wolną Armię Syrii.
Po wybuchu wojny domowej w Syrii Bractwo konsekwentnie stało na stanowisku, że w Syrii powinna mieć miejsce zagraniczna interwencja. W szczególności wzywało do jej przeprowadzenia Turcję, ale również organizacje międzynarodowe. Turcja udzielała pomocy organizacji, umożliwiając Braciom przeprowadzanie spotkań na swoim terytorium.